# Északkelet-kaukázusi nyelvek
Az északkelet-kaukázusi nyelvcsalád a a természetes nyelvek egyik nyelvcsaládja. Elterjedési területe a kaukázus régiónak az északkeleti része.
A legtöbbet beszélt nyelvek a nyelvcsaládban a csecsen (2.000.000 beszélő), az  avar (1.200.000 beszélő), a  lezg (630.000 beszélő) a  dargin (590.000 beszélő), az  ingus (350.000 beszélő).

## Osztályozás
Az északkelet-kaukázusi nyelvcsalád tagjai: 
- avar–andi csoport
  - avar
  - andi csoport
    - andi
    - ahvah-tindi
      - ahvah
      - karata–tindi
        - karata
        - botlih-tindi
          - botlih
          - godober
          - csamalal
          - bagval–tindi
            - bagval
            - tindi

- dargin csoport
  - dargin
    - Észak-közép csoport
      - megeb
      - gapsima (Gapshima)
      - muira
      - cudakar-uszisa-butri
        - cudakar (Tsudaqar)
        - uszisa-butri (Usisha-Butri)

      - Észak dargin
        - kadar
        - murego-gubd
        - mugi
        - felső mulebki
        - akusa
          - akusa (Aqusha)
          - levasi (Levashi)

        - urah

    - Déli csoport
      - ast-kubacsi
        - ast (Ashti)
        - kubacsi (Kubachi)

      - sanzs-icari
        - sanzs (Sanzhi)
        - icari (Itsari)

      - szanahar-csahrizsi
      - amuzg-siri
        - amuzg (Amuzgi)
        - siri (Shiri)

      - délnyugati csoport
        - tant (Tanti)
        - szirva (Sirhwa)
        - felső vurkun (Upper Vurkuni)

    - csirág
    - kajtag csoport
      - sari (Shari)
      - kajtág

- hinalug

- lak

- lezg csoport
  - arcsi
  - szamur
    - keleti szamur
      - tabaszaran
      - lezg
      - agul

    - déli szamur
      - kriz
      - buduh

    - nyugati szamur
      - rutul
      - cah

  - udi

- nakh csoport
  -  bác
    - Vainakh csoport
      -  csecsen
      -  ingus

- cez csoport
  - cez-hinuh csoport
    -  cez
    -  hinuh

  - bezsti-hunzib-hvarsi csoport
    -  bezsti
    -  hunzib
    -  hvarsi

## Rokonítás más nyelvcsaládokkal
Néhány nyelvész szerint, az északkelet-kaukázusi nyelvek és az északnyugat-kaukázusi nyelvek egy északkauzáusi nyelvcsaládot alkotnak.